# Tim Burstall
Tim Burstall (ur. 20 kwietnia 1927 w Stockton-on-Tees  – zm. 19 kwietnia 2004 w Melbourne) – australijski reżyser filmowy, producent filmowy i scenarzysta.
W latach 70. i 80. przyczynił się do rozwoju kinematografii australijskiej. Współpracował m.in. z aktorami Johnem Phillipem Lawem, Samem Neillem oraz Melem Gibsonem.

## Filmografia
- Jock Peterson (1975)
- Kangaroo (1986)
- Nightmare at Bitter Creek (1988)
- Endplay (1992)
- The Naked Country (1993)
- Attack Force Z (1999)